# Dearing, Kansas
Dearing là một thành phố thuộc quận Montgomery, tiểu bang Kansas, Hoa Kỳ. Năm 2010, dân số của xã này là 431 người.

## Dân số
Dân số các năm:
- Năm 2000: 415 người
- Năm 2010: 431 người